# 5 хилядолетие пр.н.е.
| 30 | 29 | 28 | 27 | 26 | 25 | 24 | 23 | 22 | 21 | 20 | 19 | 18 | 17 | 16 | 15 | 14 | 13 | 12 | 11 | 10 | 9 | 8 | 7 | 6 | 5 | 4 | 3 | 2 | 1 | пр.н.е. << >> сл.н.е. | 1 (1–1000) | 2 (1001–2000) |

Петото хилядолетие (V) обхваща периода от началото на 5000 г. пр.н.е. до края на 4001 г. пр.н.е.

## Събития
- ок. 5000 пр.н.е.: Пеласгите мигрират към Балканите
- Сведения за град Газа
- 1 януари 4713 пр.н.е.: 12:00 часа (= JD 0), започване на измерението на времето на Юлианската дата (или Юлиански ден), ползвана най-вече в астрономията и геодезията (9 декември 2010 г., 05:47:58 ч. TDT = дата 2.455.539,74164.)
- Винчанска култура (6, 4, и 3 хлдл.)

## Изобретения, открития
- Плугът или ралото се въвеждаат в Европа